# Andreas Haraldi Fegræus
Andreas Haraldi Fegræus, född 5 maj 1593 i Fägre församling, Skaraborgs län, död 9 maj 1666 i Fägre församling, Skaraborgs län, var en svensk präst.

## Biografi
Andreas Haraldi Fegræus föddes 1593 på Fägre prästgård i Fägre församling. Han var son till kyrkoherden Haraldus Johannis Fegræus och Ingrid Håkansdotter. Fegræus blev 1611 student vid Uppsala universitet och blev 1621 komminister i Horns församling, Skara stift. Han blev 1633 kyrkoherde i Fägre församling efter sin äldre broder. Fegræus avled 1666 i Fägre församling.

### Familj
Fegræus gifte sig 27 juli 1627 med Gunborg Thermander (1604–1656). Hon var dotter till kyrkoherden Torbjörn Andreae Thermander och Kerstin Bengtsdotter i Väsehärads församling. De fick tillsammans sonen landshövdingen Håkan Fägerstierna (1635–1693).